# La Ligua
La Ligua è un comune del Cile capoluogo della provincia di Petorca nella Regione di Valparaíso. Al censimento del 2002 possedeva una popolazione di 31.987 abitanti.

## Società

### Evoluzione demografica
| Censimento del 1992 | Censimento del 2002 |
| 27.322 ab.          | 31.987 ab.          |